# Jeanne de Vietinghoff

Jeanne de Vietinghoff, ca. 1905–1910

Jeanne Céline Emma Baronne de Vietinghoff, geborene Bricou (* 31. Dezember 1875 in Schaerbeek, heute Stadtteil von Brüssel; † 15. Juni 1926 in Pully bei Lausanne) war eine französisch schreibende Schriftstellerin.

## Leben
Jeanne de Vietinghoff war die Tochter von Alexis Bricou, Kaufmann von Schwämmen und Sämischledern in Brüssel und dann in Schaerbeek. Die Mutter Emma Storm de Grave stammte aus einem holländischen Patriziergeschlecht. Jeanne ging als evangelische Externe in die katholische Klosterschule „Couvent des Dames du Sacré-Coeur de Jette-Saint-Pierre“ in einem Brüsseler Vorort und befreundete sich dort mit Fernande Cartier de Marchienne, spätere de Crayencour. Nach einer tragisch endenden Verlobung mit dem schwedischen Grafen Sten Lewenhaupt suchte sie Heil und Trost im Gebet und in der Religion. 1902 heiratete sie den jungen baltischen Baron Conrad von Vietinghoff. Beide verband eine tiefe gegenseitige menschliche Wertschätzung sowie der gemeinsame Sinn für Kunst, Ethik und Religion. Der Ehe entstammen zwei Söhne: Der jüngere, relativ früh verstorbene Alexis und der Maler Egon von Vietinghoff.
Von 1902(?)-1907 lebte die Familie in Paris, von 1907 bis 1913 in Wiesbaden, von 1913 bis 1916 in Genf und ab 1916 in Zürich. 1922 erhielt sie das Schweizer Bürgerrecht, da Conrad als russischer Untertan durch die russische Revolutionen so gut wie staatenlos geworden war. Jeanne führte 25 Jahre lang ein großes Haus als Treffpunkt zu geistigen Anregungen und künstlerischem Austausch. Sie waren mit den Literaturnobelpreisträgern Maurice Maeterlinck und Romain Rolland befreundet sowie mit dem Schriftsteller Guy de Pourtalès und mit den Musikern Pablo Casals und Carl Schuricht. Die Familie reiste oft, so zu ihren Verwandten ins Baltikum, nach Holland und Deutschland oder machten Urlaubsfahrten nach Italien, Österreich und in der Schweiz. Jeanne ist die Autorin philosophisch gefärbter Werke, deren bekanntestes im Jahre 1910 unter dem Titel L'Intelligence du Bien erschien und in drei Sprachen übersetzt wurde (dt. 1919 Die Weisheit des Guten). Jeanne starb mit nur 50 Jahren an Leberkrebs.
Des Weiteren fungierte sie als Patin für die spätere Schriftstellerin Marguerite Yourcenar, mit deren Mutter sie eine innige Freundschaft verband. Jeanne de Vietinghoff war das Idol dieser Schriftstellerin, was schon in ihren frühen kleinen Werken belegt ist: Sieben Gedichte für eine Tote (1927/28, 1956, 1984), Im Andenken an Diotima und Die neue Eurydike (1931). Auch in mehreren Romanen inspirierte Jeanne die Schriftstellerin Yourcenar, jedoch nicht im Sinne von Biographien, sondern mit viel literarischer Freiheit. Die Ehe Jeannes mit Conrad von Vietinghoff stellt die Vorlage für Yourcenars Roman Alexis oder der vergebliche Kampf dar (1929, dt. 1956). Sie selbst erscheint im Yourcenarschen Werk in unterschiedlichen Frauengestalten, am deutlichsten als Plotina in den fiktiven Memoiren des Kaisers Hadrian (fr. 1951, dt. 1953 Ich zähmte die Wölfin) und als Valentina in Anna, sorror ... (1981, dt. 2003).

## Werke
Die ersten vier folgenden Bücher sind psychologisch-philosophische Betrachtungen über das Leben, das Wesen der Seele, Chancen menschlicher Krisen, die Bedeutung geistiger Entwicklung und die göttliche Dimension des Daseins. Konsequent entwickelte sie die Sichtweise einer Frau von unerschütterlicher innerer Stärke und formuliert Werte, für die es sich zu leben lohnt. Das fünfte ist ein Roman mit autobiografischen Zügen, der allgemein als weniger gelungen gilt. Das sechste wurde aus Texten ihres Nachlasses postum zusammengestellt.
1. Impressions d’Ame. Paris 1909.
2. L'Intelligence du Bien. Paris 1910.
3. La Liberté intérieure. Paris 1912.
4. Au Seuil d´un monde nouveau. Genf 1921.
5. L’Autre devoir - Histoire d'une âme. Genf 1924.
6. Sur l'Art de vivre. Paris 1927. (postum)

Übersetzungen von „L'intelligence du Bien“
- Deutsch: Die Weisheit des Guten. Zürich 1919.
- Englisch: The Understanding of Good - Thoughts on Some of Life's Higher Issues. London / New York 1921.
- Englische Neuauflage: The Understanding of Good: Thoughts on Some of Life's Higher Issues, mit einer Einleitung von Christine Mary McGinley, Gleam of Light Press, LLC, Lakeland, Michigan, USA, 2016, ISBN 978-0-9972204-0-7
- Niederländisch: De Wijsheid van het Hart. Zeist 1925.

## Noten
1. ↑  Listes électorales de Schaerbeek, année 1868, Schaerbeek, imprimerie de H. Vandenhoute, rue de la Poste, 166, blz. 6-7: "Bricou (Alexis-Pierre-Joseph), négociant, rue du Progrès, 121, né en 1824, à Bruxelles". Und auch: Moniteur Belge, 1873, S. 1–3: "M. Alexis Bricou, négociant, demeurant à Schaerbeek, agissant pour lui-même en nom personnel etc....". Auf Grund fehlender Erkundigungen wird er in Biographien über Marguerite Yourcenar als Architekt bezeichnet, z. B. Michèle Goslar Yourcenar. Biographie, Brüssel, 1998, S. 78: "Son mari, architecte, a alors cinquante et un ans". Diese falsche Angabe ist erstmals 1959 im Genealogischen Handbuch des Adels veröffentlicht: Hans Friedrich v. Ehrenkrook (Hauptbearbeiter), Genealogisches Handbuch des Adels, C. A. Starke, vol. 21, 1959, S. 459: "Conrad Adalbert Egon Baron v. Vietinghoff, * Salisburg 17. 12. 1870, + Zürich 11. 1. 1957 ; x den Haag 17.4.1902 Jeanne Bricou, * Schaerbeek b. Brüssel 31.12.1875, + Pully b. Lausanne 15.6.1926, T(ochter) d(es) Architekten Alexis B(ricou) in Brüssel und der Emma Storm de Grave". Die falsche Information gab damals Egon von Vietinghoff, der Sohn von Jeanne, dem Deutschen Adelsarchiv.
2. ↑  H. Tarlier, Almanach du commerce et de l'industrie, Brüssel, 1857, p. 11: "Bricou-Koch (A.) négociant en éponges et peaux de chamois. Nouveau Marché aux Grains, 9".